# Vainqueur de Condorcet
En théorie du choix social, un vainqueur de Condorcet est une option préférée majoritairement à toutes les autres options, prises une par une selon la règle majoritaire. Cette notion est nommée en référence à Nicolas de Condorcet.
On appelle méthode de Condorcet un mode de scrutin qui élit le vainqueur de Condorcet s'il existe. 
Il n'existe pas si les préférences des agents (ici, les électeurs) sont contradictoires, c'est-à-dire qu'aucun vainqueur ne peut émerger car les préférences exprimées par les électeurs s'annulent. On parle alors de paradoxe de Condorcet pour désigner cette situation où aucun vainqueur ne peut se distinguer[réf. souhaitée].